# Інвертуючий широтно імпульсний перетворювач

Рис1. Принципова схема інвертуючого ШІП

Інвертуючий широтно-імпульсний перетворювач рис. 2а, б — це перетворювач, дросель фільтра якого включений паралельно, а потужний транзистор — послідовно по відношенню до навантаження.

## Принцип роботи

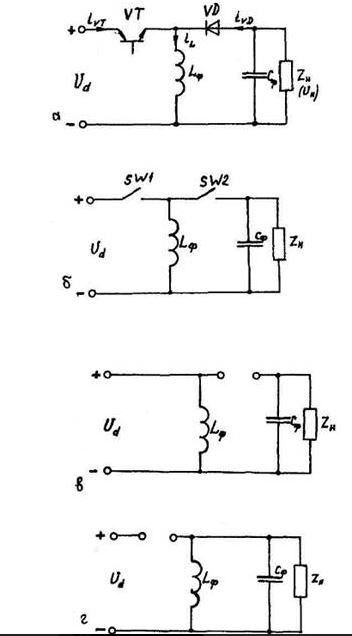
Рис.2 Інвертуючий широтно імпульсний перетворювач

При відкритому стані силового транзистора {\displaystyle VT} діод {\displaystyle V_{D}}, закритий під дією сум напруг джерела живлення і навантаження, доданих до неї в зворотному напрямку, внаслідок чого навантаження від джерела електроенергії відключена рис. 2,в. При цьому паралельно джерелу підключений дросель {\displaystyle L_{f}}, в якому відбувається накопичення енергії. У момент закривання транзистора {\displaystyle VT} енергія, накопичена в дроселі, надходить в конденсатор {\displaystyle C_{f}} і навантаження, через що відкривається діод рис. 2,г, а полярність вихідної напруги перетворювача буде протилежною полярності напруги живлення. Для режиму безперервного струму враховуємо, що при відкритому стані транзистора до дроселя докладено напруга живлення {\displaystyle V_{d}} , а при закритому — {\displaystyle V_{n}}  рис. 3.

## Максимальне і мінімальне значення струму дроселя, транзистора і діода
Для режиму безперервного струму враховуємо, що при відкритому стані транзистора до дроселя прикладена напруга живлення {\displaystyle V_{d}} , а при закритому — {\displaystyle V_{n}} .
Максимальне і мінімальне значення струму дроселя, транзистора і діода:
{\displaystyle I_{L}max=\left({\frac {Ud}{Re}}\right)-\left({\frac {Ud+Un}{Re}}\right)\times \left({\frac {b^{-1}-a}{1-a}}\right)}
{\displaystyle I_{L}min=\left({\frac {Ud}{Re}}\right)-\left({\frac {Ud+Un}{Re}}\right)\times \left({\frac {1-ab}{1-a}}\right)}, де
{\displaystyle a=e^{\left({\frac {-T}{T_{n}}}\right)}};
{\displaystyle b=e^{\left({\frac {t_{i}}{T_{n}}}\right)}};
{\displaystyle T_{n}=\left({\frac {L}{R_{n}}}\right)};
{\displaystyle R_{e1}=R_{BH}+R_{VT}+R_{L}};
{\displaystyle R_{e2}=R_{VD}+R_{L}}- сумарний опір контуру струму дроселя на першому і другому інтервалі

## Часові діаграми перетворювача в режимах безперервного і переривистого струмів
Амплітуда пульсацій:
{\displaystyle \Delta (I_{L})=\left({\frac {Ud+Un}{Re}}\right)\times \left({\frac {\left(b^{-1}-a\right)\times 1-ab}{1-a}})\right)}

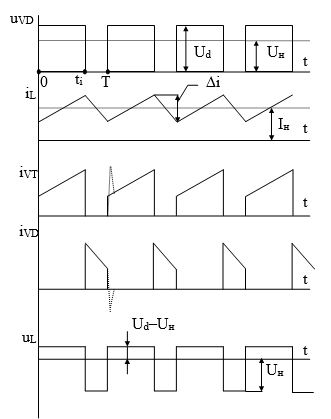
Рис.3.Часові діаграми струмів та напруг інвертуючого перетворювача в режимі безперервного струму

Залежність вихідної напруги від коефіцієнту заповнення:
{\displaystyle U_{n}^{*}=\left({\frac {U_{n}}{U_{d}}}\right)=\left({\frac {t_{i}^{*}}{1-t_{i}^{*}}}\right)=\left({\frac {\gamma ,}{1-\gamma ,}}\right)}
де {\displaystyle t_{i}} – тривалість відкритого стану транзистора {\displaystyle VT} ;
{\displaystyle t_{i}^{*}=\left({\frac {t_{i}}{T}}\right)} — відносна тривалість відкритого стану транзистора {\displaystyle VT}, або коефіцієнт заповнення імпульсів {\displaystyle \gamma ,}  .
Середнє значення струму навантаження:
{\displaystyle I_{n}=\left({\frac {Ud+Un}{Re}}\right)\times \left({\frac {\left(b^{-1}-a\right)\times 1-ab}{1-a}})\right)\times \left({\frac {T_{e}}{T}}\right)-\left({\frac {Un}{Rn}}\right)\times \left(1-\gamma ,\right)}
При збільшенні опору струм IL зменшиться швидше і може наступити режим переривних струмів дроселя LФ рис. 4

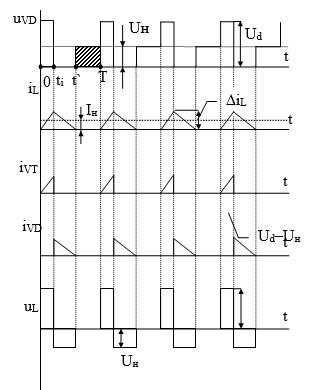
Рис.4 Часові діаграми струмів та напруг інвертуючого перетворювача в режимі при перервному струмі

Межа між режимами безперервного і перервного струмів може бути визначена нерівністю:
{\displaystyle \left({\frac {2L_{f}}{R_{n}T}}\right)\geq (1-\gamma _{VT})^{2}}
де {\displaystyle \gamma _{VT}}  відносна тривалість відкритого стану транзистора {\displaystyle VT}.
При виконанні зазначеної нерівності має місце режим безперервного струму. У режимі безперервної струму пристрій працює стійкіше і надійніше. Виняток — випадки, коли потрібна дуже велика потужність або низький рівень завад. Для режиму безперервних струмів характерні менші пульсації вихідної напруги, більш рівномірне навантаження на силовий ключ і менші високочастотні електромагнітні перешкоди.

## Переваги, недоліки, застосування
Інвертуючий ШІП, як і підвищуючий перетворювач, дозволяє отримувати вихідну напругу вище напруги джерела живлення. У вітчизняній літературі зустрічаються й інші назви, наприклад «ШІП з послідовним включенням ключа і паралельним включенням дроселя». Необхідно відзначити, що підвищуючі та інвертуючі перетворювачі характеризуються:
- гіршим використанням елементів фільтра,
- значно більшими габаритами і масою,
- великим внутрішнім опором,
- гіршим використанням по струму регулюючого транзистора і діода в порівнянні із понижуючим перетворювачем.

Втрати енергії в інвертуючому перетворювачі, також як і в понижуючому, і в підвищуючому, пропорційні відношенню вхідної і вихідної напруг. Тому інвертуючі перетворювачі застосовуються, якщо модуль вхідної напруги не більше ніж в 4 рази відрізняється від модуля вихідної. В такому перетворювачі не застосовується вихідний трансформатор, отже немає паразитної індуктивності розсіювання між обмотками — головної причиною, що обмежує потужність імпульсних перетворювачів. З іншого боку, нема можливості розв'язати вхід та вихід перетворювача.